# Divizia A 1910-11
A temporada 1910-11 é a 2ª edição da Divizia A que começou em 1910 e terminou em 1911. O Olympia Bucureşti foi o campeão conquistando pela 2ª vez o título nacional.

## Classificação
| Pos | Equipe                 | J | V | E | D | GP | GC | S  | Pts |
| --- | ---------------------- | - | - | - | - | -- | -- | -- | --- |
| 1   | CS Olympia Bucureşti   | 3 | 2 | 1 | 0 | 7  | 3  | +4 | 5   |
| 2   | United AC Ploieşti     | 3 | 1 | 1 | 1 | 6  | 7  | -1 | 3   |
| 3   | Colentina AC Bucureşti | 2 | 0 | 0 | 2 | 3  | 6  | -3 | 0   |

## Campeão
| Divizia A 1910-11             |
| ----------------------------- |
| Olympia Bucureşti (2º título) |